# 彰化大南門開彰祖廟
24°04′30″N 120°32′24″E / 24.074886°N 120.539880°E
彰化大南門開彰祖廟，是位於彰化縣彰化市民權里華山路與民族路口，主祀福德正神的土地公廟，當地居民又稱「南門土地公」，是清領時期彰化縣城四城門中，南門「宣平門」附近留存至今改建的土地公廟。

## 沿革
清領時期朱一貴事件後，為了加強管理，原本隸屬於諸羅縣的半線地區於清雍正元年改設彰化縣，縣名取其「彰顯皇化」之義並建有縣城，其四城門各有一座土地公廟，至今除了彰化西門福德祠仍保有清代原貌之外其餘都已改建，南門土地公便是其中之一。
開彰祖廟約建於清雍正二年，民國25年民族路拓寬時曾被拆除，土地公則暫時移奉至彰邑關帝廟，直到民國62年重建，廟體外觀則仿造城門建築而建。

## 祭祀與活動
彰化大南門開彰祖廟主祀福德正神，配祀有火德星君、送子觀音、註生娘娘、順正王公等神祇。開彰祖廟由於其地理位置，是每年大甲鎮瀾宮天上聖母遶境進香回鑾時必經的廟宇之一，而彰化縣城南門鄰近主祀天上聖母的大廟南瑤宮，又因為其與彰化媽的淵源，每逢南瑤宮笨港進香大媽四年時，會由開彰祖廟的福德正神擔任「頭香」一職。